# Tim Brabants
Jules Timothy (Tim) Brabants (Chertsey, 23 januari 1977) is een Brits kajakker, gespecialiseerd in het vlakwaterkanovaren. Hij was eenmaal wereldkampioen, in 2007, op de K-1 1000 m. Hij nam ook viermaal deel aan de Olympische Zomerspelen en werd olympisch kampioen op de K-1 1000 m in 2008. Daarnaast won hij nog twee bronzen medailles, in 2000 (K-1 1000 m) en in 2008 (K-1 500 m). In 2013 zette hij een punt achter zijn topsportcarrière.

## Carrière
Brabants startte met kanovaren in 1987 bij de Elmbridge Canoe Club. In 1995 nam hij deel aan de Junior World Championships en won een gouden (K-2 500m) en een bronzen (K-1 1000m) medaille. Zijn eerste succes bij de senioren kwam er in 1998, toen hij op de Wereldkampioenschappen in Kaapstad de zilveren medaille behaalde in de marathon.
In 2000 nam hij voor het eerst deel aan de Olympische Spelen, waar hij op de K-1 1000 m de bronzen medaille behaalde. In 2002 haalde hij zijn eerste zege bij de senioren. Hij won het goud op de Europese Kampioenschappen in Szeged op de K-1 1000 m. In 2004 haalde hij op het EK in Poznań in dezelfde discipline de zilveren medaille. De Olympische Spelen van Athene in 2004 waren echter een tegenvaller. Brabants kwalificeerde zich voor de finale van de K-1 1000 m met de snelste tijd van alle deelnemers, die ook een wereldbesttijd was. In de finale eindigde hij echter pas op de vijfde plaats.
In 2005 nam hij voor 18 maanden afscheid van zijn sportcarrière om zijn doktersstudies aan de Universiteit van Nottingham af te maken. Hij knoopte terug aan met topsport in 2006 op de World Cup in Duisburg. Hij won daarna zijn tweede Europese titel op de K-1 1000 m in Račice en behaalde zilver in dezelfde discipline op de Wereldkampioenschappen in Szeged, slechts 0,06 seconden achter de Zweed Markus Oscarsson.
In 2007 nam Brabants deel aan zowel de K-1 1000 m als de 500 m. Op de Europese Kampioenschappen in Pontevedra won hij zilver op de 1000 m en goud op de 500 m. Op de Wereldkampioenschappen in Duisburg was het net andersom: goud op de 1000 meter en zilver op de 500 m. Brabants won ook het goud in beide disciplines op het pre-olympisch toernooi in Peking. Op de Olympische Spelen van Peking won Brabants het goud op de 1000 meter en het brons op de 500 meter. Hij was de eerste Brit die een gouden medaille behaalde op de Spelen in het kanovaren.
In 2009 nam hij opnieuw een pauze van 18 maand voor zijn medische carrière om voor een spoeddienst in Nottingham te gaan werken. Voor zijn bijdrage aan de kajaksport werd hij door koningin Elizabeth II onderscheiden met een benoeming tot Lid in de Orde van het Britse Rijk. Hij hernam zijn sportcarrière in 2010. Hij werd vierde op de Europese en Wereldkampioenschappen op de 500 meter en behaalde zilver op 1000 meter op de Wereldkampioenschappen. Brabants werd geselecteerd voor de Olympische Zomerspelen in Londen in 2012, waar hij achtste eindigde op de 1000 meter. Op 15 april 2013 kondigde Brabants zijn afscheid aan van de topsport.

## Privéleven
Brabants verhuisde eind augustus 2012 naar Kaapstad (Zuid-Afrika) met zijn vrouw, die daar geboren is. Hij heeft twee kinderen, een dochter en een zoon. Hij studeerde in 2002 af in de geneeskunde aan de Universiteit van Nottingham.